# 좌초

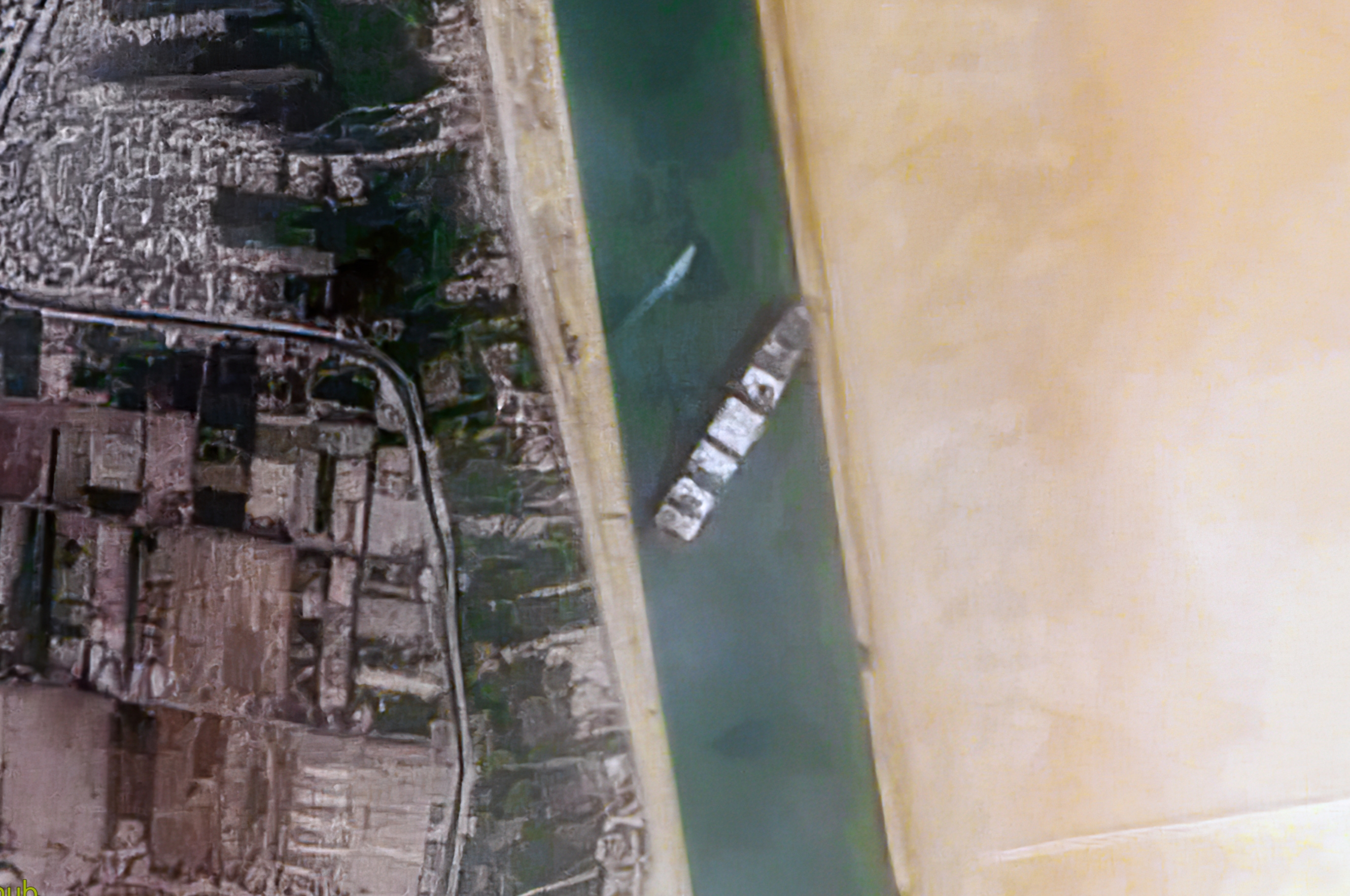
2021년 수에즈 운하에 갇힌 컨테이너선 에버 기븐호.

좌초는 선박이 해저 또는 수로 측면에 미치는 영향이다. 이는 육상 승무원이나 화물을 해변으로 보내는 경우와 같이 의도적일 수도 있고, 유지 관리 또는 수리를 위해 돌보는 경우나 해양 사고와 같이 의도하지 않은 것일 수도 있다. 우연한 경우에는 일반적으로 "좌초"라고 한다.
의도하지 않은 경우 접지로 인해 선박 선체의 침수된 부분이 손상되거나 손상되지 않고 단순히 좌초될 수 있다. 선체가 파손되면 심각한 침수로 이어질 수 있으며, 수밀 격벽에 격납 장치가 없으면 선박의 구조적 완전성, 안정성 및 안전성이 크게 손상될 수 있다.

## 같이 보기
- 2021년 수에즈 운하 마비 사고
- 코스타 콘코르디아 침몰 사고
- 엑슨발데즈 원유 유출 사고
- 레나 호 원유 유출 사고